# Stille Feiung
Als stille Feiung (auch stumme Feiung, stille Durchseuchung oder  stumme Durchseuchung) bezeichnet man in der Infektionsepidemiologie den unbemerkt entstandenen Immunschutz nach einem symptomlosen Verlauf einer Infektion (klinisch inapparente Infektion). Da eine „Durchfeiung“ der Bevölkerung die Folge einer latenten Durchseuchung ist, wird die „stille Feiung“ auch als stille Durchseuchung bezeichnet. Die epidemische Bedeutung der latenten Durchseuchung bei verschiedenen Erkrankungen unterscheidet sich stark. Während einige Krankheitserreger (z. B. das Masernvirus) kaum inapparente Infektionen hervorrufen, wird bei anderen eine hohe Durchseuchung der Allgemeinbevölkerung zu einem hohen Anteil durch stille Feiung und nur zu einem geringen Anteil durch manifeste Erkrankungen erreicht.
Im weiteren Sinne entspricht auch der durch eine stille Feiung erreichte Immunschutz einer Immunisierung. Dieser, auf natürlichem Weg, erworbenen Immunität durch Erkrankung steht die absichtlich herbeigeführte Immunität (beispielsweise durch Impfung) gegenüber. Die durch die stille Feiung auf natürlichem Weg erworbene Immunität wird auch als stumme Immunität bezeichnet.

## Wortherkunft
Das Substantiv Feiung ist aus dem transitiven Verb feien abgeleitet, was so viel wie „schützen“ bedeutet (gegen etwas gefeit sein). Es stammt vom mhd. Wort Fei(e) für eine „Fee“, eine Schicksalsgöttin; Feiung bedeutet also ursprünglich „schicksalsgegebener Schutz“.

## Kennzeichen
In der Immunologie besagt dieser Ausdruck, dass ein Organismus beziehungsweise eine Person gegen die Erreger einer Infektionskrankheit nach einer stummen – auch inapparent oder asymptomatisch genannten – Infektion immun wird. Dabei werden die Erreger im Körper durch das Immunsystem vollständig abgetötet, ohne dass bei dieser Person vorher jemals eine Immunisierung gegen diesen Erregertyp stattgefunden hat und irgendwelche Krankheitsanzeichen nach der erfolgten Infektion zu beobachten sind. Nach einer stillen Feiung kann diese Person genau wie nach einer Impfung bei einer erneuten Infektion mit demselben Erregertyp auch nicht mehr erkranken, da schützende Antikörper aus der stummen Auseinandersetzung zwischen Erreger und Wirt zurückgeblieben sind. Eine derartig laut- bzw. anzeichenlose Immunisierung wird von der betreffenden Person in der Regel nicht wahrgenommen. Eventuell kann dabei jedoch eine leichte Unpässlichkeit, Abgeschlagenheit oder Müdigkeit auftreten, denen jeweils kein Krankheitswert zugeschrieben wird.

## Vorkommen
Oftmals findet beim Menschen eine stille Feiung bei Infektionen mit solchen Erregern statt, die schon sehr stark an den Menschen als ihren Reservoirwirt angepasst sind. Demzufolge hat allein bei derartig angepassten Erregern ein gesundes und abwehrstarkes Immunsystem die Chance, diese Erreger erfolgreich zu bekämpfen und den Organismus vor weiteren Infektionen desselben Erregers zu schützen, ohne dass dabei die betroffene Person irgendwelche Krankheitszeichen entwickelt.